# Flames of Love (альбом)
Flames of Love  — третий студийный альбом немецкого поп-певца Fancy, выпущенный в 1988 году под лейблом Metronome Records. С альбома было 5 синглов, самым популярным из которых была композиция Flames of Love, ставшая третьим большим хитом музыканта. 
Последний альбом Fancy, попавший в чарты.

## История
В 1987 году после выпуска последнего сингла «Latin Fire» с альбома Contact, Fancy выпускает композицию «China Blue», которая стала дебютным синглом с третьего альбома.
После вышел заглавный сингл Flames of Love, который стал третьим мировым хитом певца. 
Далее в 1988 году вышел сингл «Fools Cry», клип на который набрал более 1,7 миллиона проссмотров на Ютубе. В том же году вышли синглы «Moscow Is Calling» и «Bodyguard».

## Трек-лист
| №                   | Название                                   | Длительность |
| ------------------- | ------------------------------------------ | ------------ |
| 1.                  | «Flames of Love»                           | 4:02         |
| 2.                  | «Moscow Is Calling»                        | 5:09         |
| 3.                  | «I Can't Live Without You (Lonely Nights)» | 5:32         |
| 4.                  | «What's Your Name, What's Your Game»       | 3:54         |
| 5.                  | «Bodyguard»                                | 6:26         |
| 6.                  | «Spy in the Night»                         | 3:29         |
| 7.                  | «Tonight The Devil Wins My Soul»           | 4:14         |
| 8.                  | «Blue Eyed Lady»                           | 3:46         |
| 9.                  | «China Blue»                               | 4:40         |
| Общая длительность: | Общая длительность:                        | 1:01:23      |

### Бонусные треки
- Turbo Dancer Remix
- Flames Of Love (Extended Version)
- China Blue (12" Version)
- Fools Cry
- Fools Cry (Remix)
- China Blue (Instrumental)
- Fools Cry (Instrumental)

## Позиции в чартах
| Страна   | Позиция |
| -------- | ------- |
| Германия | № 54    |

## Синглы
- China Blue
- Flames of Love
- Fools Cry
- Moscow Is Calling
- Bodyguard

## Клипы
- Flames Of Love
- China Blue
- Fools Cry